# Edvīns Ķeņģis
Edvins Kengis (en letó: Edvīns Ķeņģis) (Cēsis, 12 d'abril de 1959) és un jugador d'escacs letó, que té el títol de Gran Mestre des de 1991.
Tot i que està pràcticament inactiu des de 2006, a la llista d'Elo de la FIDE d'abril de 2015, hi tenia un Elo de 2545 punts, cosa que en feia el jugador número 4 de Letònia. El seu màxim Elo va ser de 2594 punts, a la llista de juliol de 2002 (posició 54 al rànquing mundial).

## Resultats destacats en competició
En Kengis obtingué el títol de Mestre Internacional el 1982 i el de GM el 1991. Ha estat vuit cops Campió de Letònia, els anys 1984, 1987, 1988, 1989, 1990, 1997, 2004 i 2005. Va guanyar el Campionat del Bàltic a Pärnu 1985 i empatà al primer lloc amb Alexander Shabalov i Alexander Malevinsky a Haapsalu 1986.
Va guanyar el Boston Open de 1989, empatà als llocs 2n-4t al Lloyds Bank Open 1990, fou primer al Campionat d'Estònia a Pühajärve el 2001, tot i que com que hi participava fora de concurs, el títol fou per Kaido Külaots, el 2002 empatà als llocs 3r-5è a Kilingi-Nõmme (Campionat d'Estònia, el campió fou Kaido Külaots), guanyà el torneig Golden Cleopatra a Egipte el 2003, guanyà el torneig Memorial Jyri Vetemaa inaugural, a Pärnu 2004, i empatà als llocs 2n-3r amb Vadim Malakhatko a l'edició de 2009 de l'Al Saleh 8th International Open al Iemen (el campió fou Aleksei Aleksàndrov).

### Participacions en competicions per equips
Kengis ha representat Letònia sis cops en les Olimpíades d'escacs (entre 1992–1998 i 2002–2004), un cop al 3r Campionat del món per equips a Lucerna 1993, i dos cops al Campionat d'Europa per equips, a Pula 1997 i a León 2001.

## Partides notables
- Edvins Kengis vs Garry Kasparov, Vilnius LTU 1973, defensa siciliana, atac Sozin, variant Leonhardt (B88), 1/2-1/2
- Larry Christiansen vs Edvins Kengis, Manila 1992, defensa Alekhine: Moderna, variant Larsen (B04), 0-1
- Edvins Kengis vs Francisco Vallejo-Pons Olimpíada de Bled 2002, defensa Wade: General (A41), 1-0